# 赤兔马

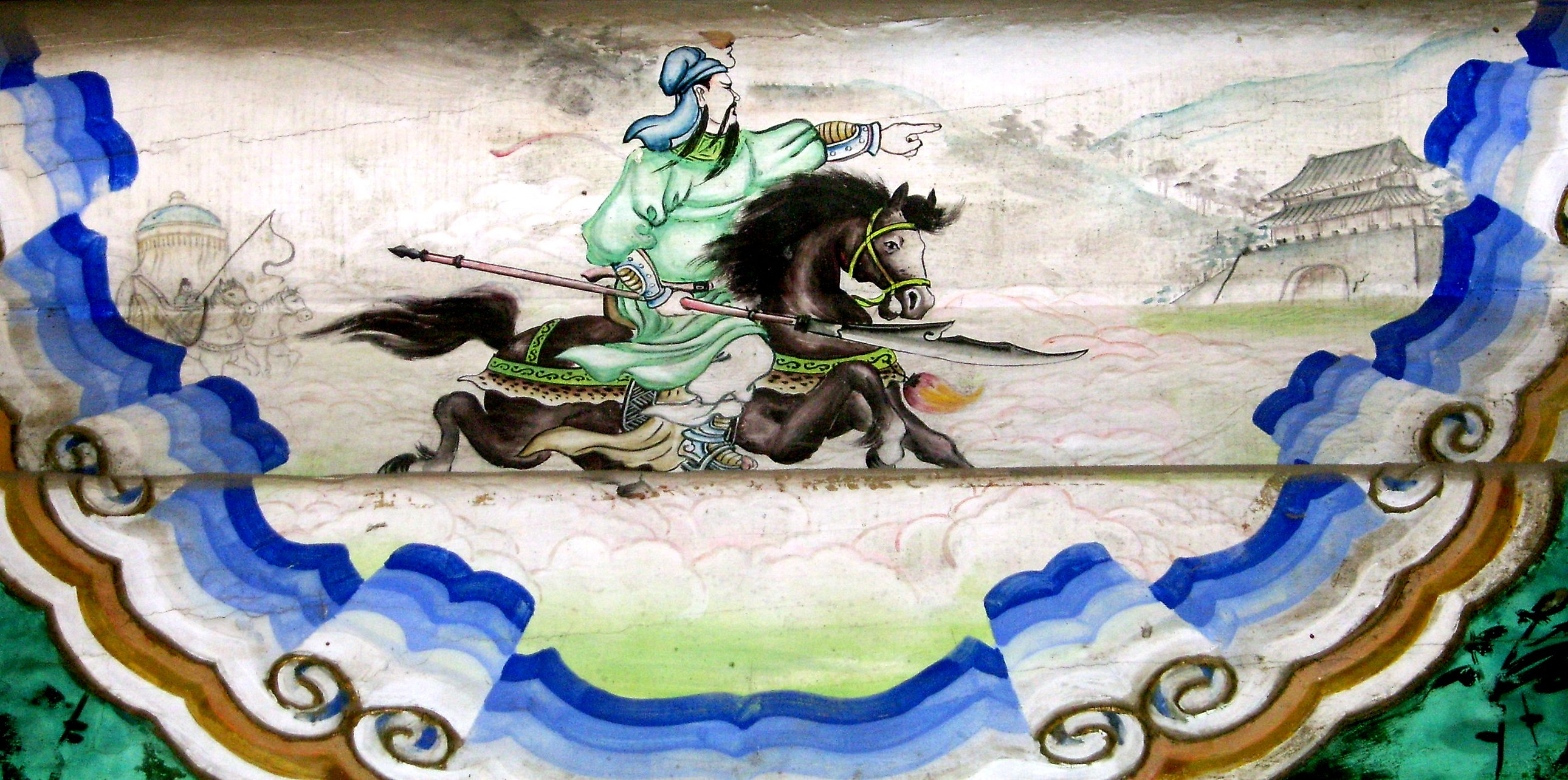
駕著赤兔馬千里走單騎的關羽。

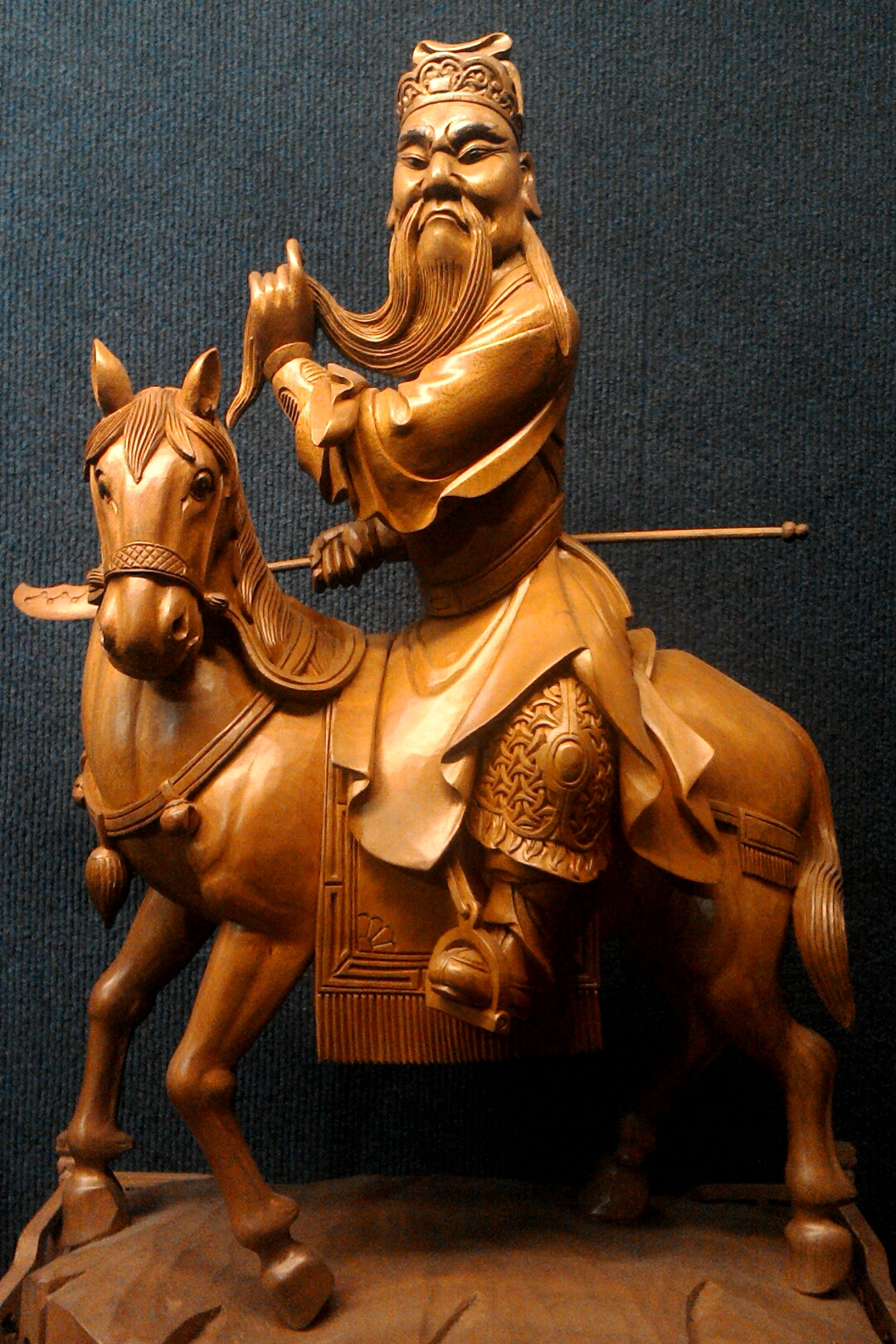
黃龜理「關聖帝君」木雕，騎乘赤兔馬、手持青龍偃月刀的關羽。

赤兔马是《三国志》以及《三国演义》中登场的一匹良馬，有“人中吕布，马中赤兔”之称。或为一种紅黑色的良马。

## 吕布、关羽的座骑
依正史《三国志·吕布传》，吕布“有良马曰赤兔”，当吕布在袁绍的手下时，被託进攻张燕。吕布骑着赤兔良马衝入敌阵，击败了张燕。自從呂布被逮以後，再也沒赤兔馬的消息了。

### 民間藝術
在小說《三国演义》中，赤兔馬是能夠一日千里的罕见寶馬，原屬董卓所有，董卓遣人送予呂布，慫恿呂布在189年殺了其義父丁原投靠董卓，之後呂布在徐州戰敗，為曹操所殺，赤兔馬便為曹操所得。之後曹操進攻取得徐州的劉備，劉備戰敗，劉備手下大將關羽為曹操所擒，曹操為了要使關羽加入，將赤兔馬轉送關羽，並在斬殺顏良和千里走單騎時發揮作用。後來220年關羽敗走麥城，被潘璋部將馬忠生擒，為呂蒙所殺，赤兔馬被賜予馬忠，遂絕食而死。
虛構人物祝融夫人亦以捲毛赤兔為坐騎。
小說《水浒传》裡也有赤兔马，关羽的后裔关胜骑一匹，反派角色钱振鹏骑卷毛赤兔马。

## 一种良马的标准
依長沙馬王堆三號漢墓出土帛書《相馬經》：「得兔與狐，鳥與魚，得此四物，毋相其餘。」「欲得兔之頭與其肩，欲得狐之周草與其耳，……欲得鳥目與頸膺，欲得魚之鰭與脊。」可知兔頭、兔肩為漢代相名馬的標準之一，赤兔馬是達到此標準的馬匹，非單一馬的名稱，與擁有鳥目的白鶴、白鵠、白鴿及有狐耳的黃耳情形相同。
赤兔另一義為傳說中一種紅毛兔的瑞獸。唐朝徐堅《初學記》·卷二十九·兔第十二·敘事：「瑞應圖曰：赤兔者瑞獸，王者盛德則至。」
还有一说：赤兔乃赤菟之误，“菟”者，虎也，春秋時楚人称虎为“於菟”。